# Non tutti i bastardi sono di Vienna
Non tutti i bastardi sono di Vienna è il primo romanzo di Andrea Molesini, pubblicato nel 2010 e tradotto in inglese, francese, tedesco, spagnolo,  sloveno, danese, serbo-croato olandese, norvegese e ungherese.
L'opera è ambientata alla fine della prima guerra mondiale, dopo la battaglia di Caporetto, e narra dell'occupazione da parte di ufficiali austriaci di Villa Spada, una dimora signorile situata nelle vicinanze del Piave.

## Storia editoriale
Molesini si è ispirato al memoriale di 35 pagine (pubblicato in edizione privata nel 1999) Il diario dell'invasione di Maria Spada, sua prozia.
Il romanzo ha vinto nel 2011 il Premio Campiello, il Premio Comisso sezione Narrativa, il "Premio Città di Cuneo Primo Romanzo" e il "Premio Latisana per il Nord-Est".

## Trama
Nell'autunno 1917, dopo il crollo del fronte italiano a Caporetto, le truppe austro-ungariche sfondano in Veneto arrivando al fiume Piave. Villa Spada viene requisita e diventa sede del comando nemico. La famiglia Spada si scopre, all'improvviso, ospite impotente in casa propria.
La storia, che si dispiega dal novembre 1917 all'ottobre 1918, è raccontata in prima persona da Paolo, un diciassettenne che nell'ultimo anno della Grande Guerra conosce per la prima volta l'amore, la gelosia, la vendetta, e comprende che vincitori e vinti sono avviluppati dalla stessa tragedia che travolge nazioni e famiglie, e minaccia ogni ordine conosciuto, ogni ricordo di civiltà. Così il ragazzo si fa uomo, mentre l'Italia sconfitta prepara la riscossa.
Il narratore dà spazio a una molteplice galleria di personaggi. C'è una nonna matematica, che oppone al nemico lo stizzito silenzio del proprio disprezzo. Un nonno che si finge scrittore per scansare gli importuni e una zia triste e passionale – di lei si innamora il comandante nemico – che regge le sorti della casa con astuzia e prudenza. C'è il segreto custodito dal guardiano Renato, zoppo ma fiero: «Dalle mie parti sgozziamo il cinghiale, non il porco, e i falchi per noi sono polli». C'è Teresa, una cuoca coriacea che in quell'anno di carestia sa, all'occorrenza, trasformare un ratto in un arrosto di coniglio, e sua figlia Loretta, graziosa ma di poco cervello, che per gelosia combinerà un guaio terribile. E poi c'è Giulia, una giovane ricca, rossa, sfacciata, che fa innamorare al primo sguardo, protagonista di uno scandalo di cui tutto si sa e niente si dice. C'è don Lorenzo, un prete sanguigno che castiga il mondo con il suo alito puzzolente, e talvolta con il suo involontario umorismo. E infine il barone von Feilitzsch, l'invasore, che presto si rende conto che i vincitori di Caporetto perderanno la guerra, la patria, tutto: la sua tristezza si fa via via devastante, confondendosi a quella degli italiani sottomessi.

## Edizioni
- Non tutti i bastardi sono di Vienna, Collana La memoria, n. 829, Palermo, Sellerio, 2010, ISBN 978-88-389-2500-9.

### Traduzioni
- (ES) Entre enemigos, traduzione di César Palma, Barcellona, Lumen, 2011.
- (DE) Zu lieben und zu sterben, Monaco di Baviera, Piper, 2012.
- (DE) Im Winter schläft man auch bei Wölfen, Monaco di Baviera, Piper, 2014.
- (FR) Tous les salauds ne sont pas de Vienne, Parigi, Calmann-Lévy, 2013.
- (EN) Between Enemies, Londra, Atlantic Books, 2015.
- (EN) Between Enemies, edizione brossurata, Atlantic Books, 2016.
- (EN) Andrea Molesini, Not All Bastards Are from Vienna, New York, Grove Atlantics, 2016.
- (EN) Andrea Molesini, Not All Bastards Are from Vienna, edizione brossurata, Grove Atlantics, 2017.